# الاتحاد العراقي المركزي لألعاب القوى
الاتحاد العراقي المركزي لألعاب القوى هو الهيئة المسؤولة عن رياضة ألعاب القوى في العراق. أسس الاتحاد عام 1948.

## رؤساء الاتحاد
- طالب فيصل الصفار (2014-حتى الآن)